# Grisy-Suisnes
Grisy-Suisnes [ɡʁizi sɥin] ist eine französische Gemeinde mit 2848 Einwohnern (Stand 1. Januar 2022) im Département Seine-et-Marne in der Region Île-de-France. Sie gehört zum Arrondissement Melun und zum Kanton Fontenay-Trésigny. Die Einwohner nennen sich Grisysoliens.

## Lage
Grisy-Suisnes liegt 32 Kilometer südöstlich von Paris. Nachbargemeinden sind unter anderem Coubert, Brie-Comte-Robert und Évry-Grégy-sur-Yerre.

## Geschichte
Prähistorische und gallo-römische Funde bezeugen eine frühe Besiedlung.
Die Grundherrschaft von Grisy war 1265, das Jahr der ersten urkundlichen Überlieferung des Ortes, im Besitz von Pierre de Grisy.

## Bevölkerungsentwicklung
| Jahr      | 1962 | 1968 | 1975 | 1982 | 1990 | 1999 | 2007 |
| Einwohner | 1074 | 1088 | 1228 | 1379 | 1648 | 1989 | 2287 |

## Sehenswürdigkeiten
Siehe auch: Liste der Monuments historiques in Grisy-Suisnes
- Glockenturm, Place de la Mairie, erbaut 1897
- Château de la Grange-le-Roy, Schloss aus dem 16. Jahrhundert

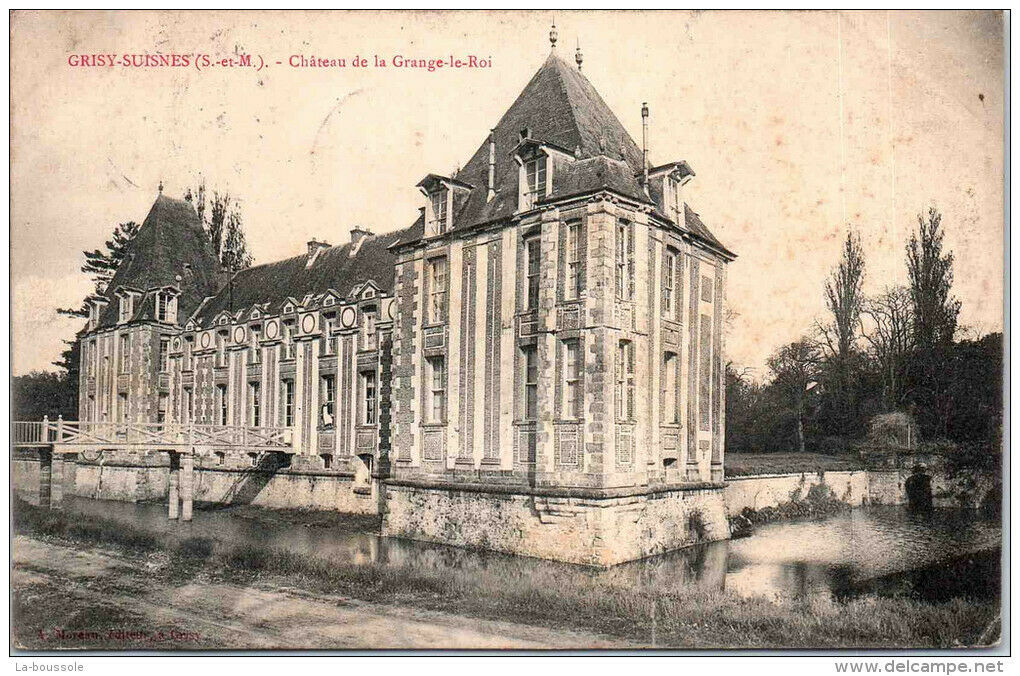
Château de la Grange-le-Roy (1910er Jahre)
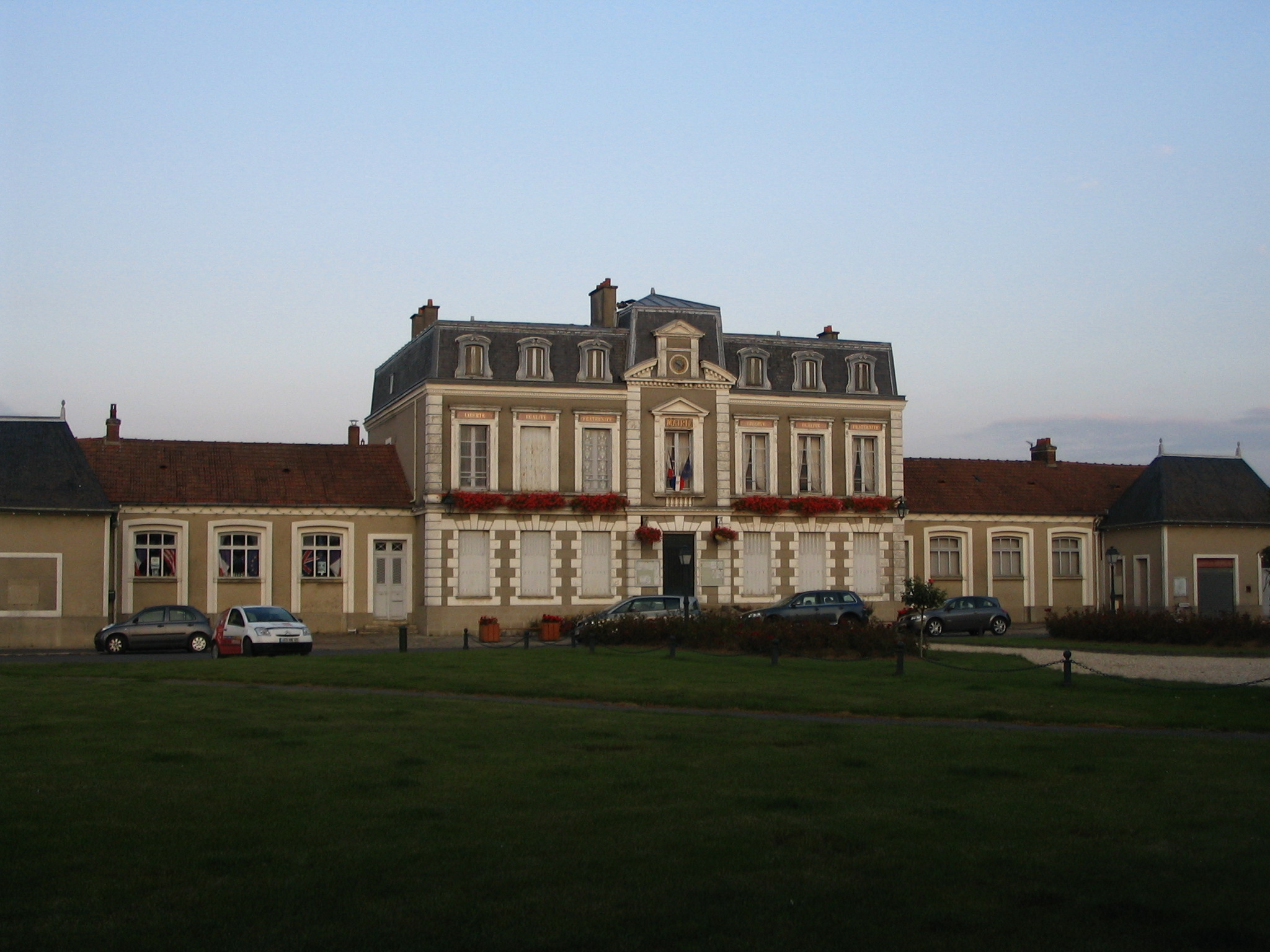
Mairie (Rathaus)
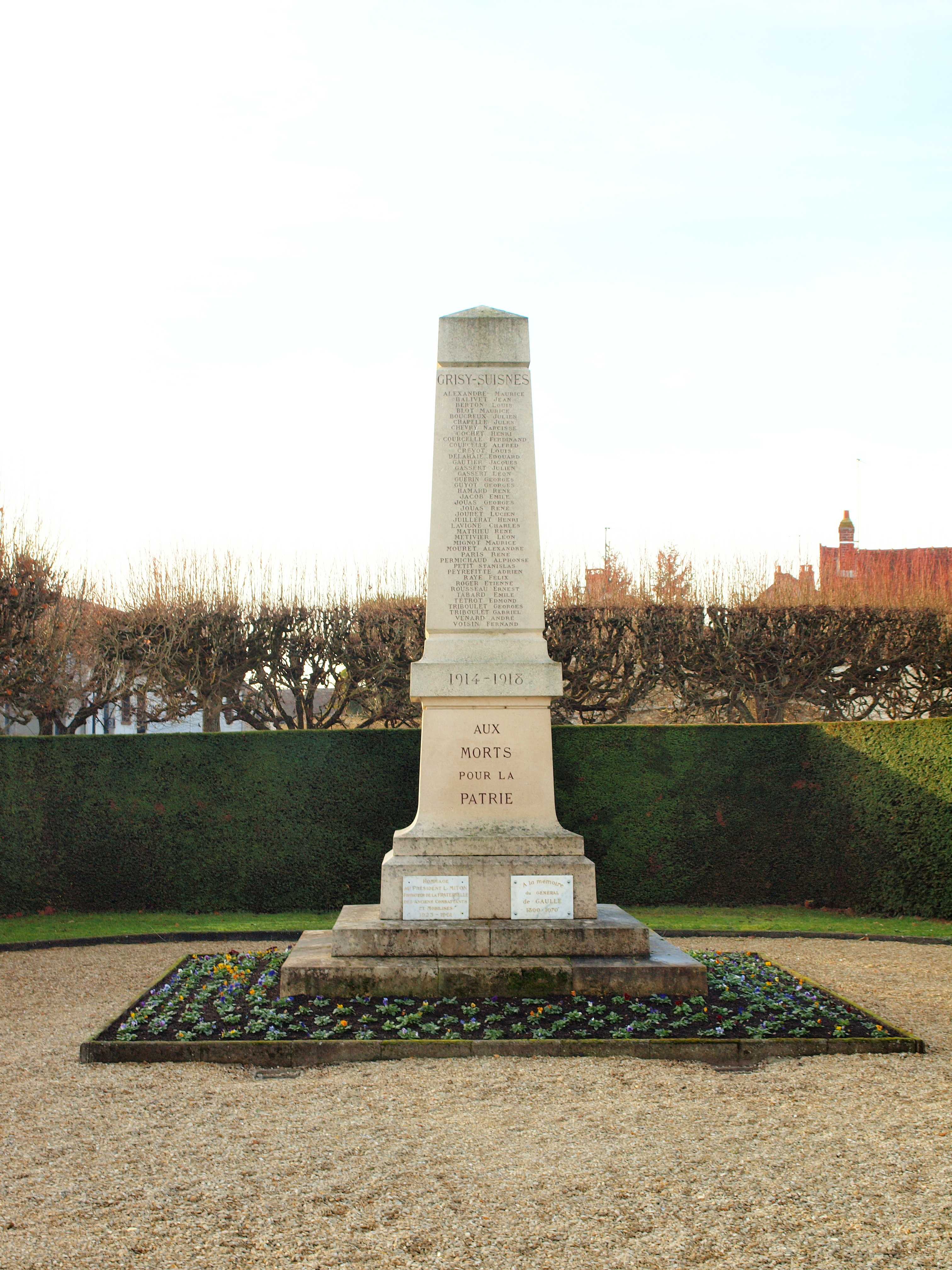
Gefallenendenkmal

## Persönlichkeiten
- Jean Nicot (1530–1604), Diplomat und Tabakimporteur
- Louis Antoine de Bougainville (1729–1811), Admiral und Forschungsreisender
- Claude de Vin des Œillets (1637–1687), Mätresse Ludwig XIV., wurde Eigentümerin des Schlosses in Suisnes

## Städtepartnerschaften
- Abernethy, Schottland